# Leopoldo Alas
Leopoldo Alas "Clarín" (Zamora, 25 de abril de 1852 - Oviedo, 13 de junho de 1901) foi um escritor e jurista espanhol. Foi um escritor ligado ao movimento realista e naturalista. Foi professor na Universidade de Zaragoza e na Universidade de Oviedo, além de crítico literário. É conhecido principalmente por suas novelas curtas e poe seu magnum opus La regenta.
O autor foi publicado pela primeira vez no Brasil em 2020 com o conto Un grabado (Uma gravura), na coleção "Narrativas curtas".

## Obras

### Ensaios
- Solos de Clarín (1881).
- La literatura en 1881 (1882).
- Sermón perdido (1885).
- Nueva campaña (1887).
- Ensayos y revistas (1892).
- Palique (1894).

### Romances
- Cuesta abajo (1890-1891).
- La Regenta (1884-1885).
- Su único hijo (1890).
- El abrazo de Pelayo (1889)